# Trichesthes testaceipennis
Trichesthes testaceipennis är en skalbaggsart som beskrevs av Blanchard 1851. Trichesthes testaceipennis ingår i släktet Trichesthes och familjen Melolonthidae. Inga underarter finns listade i Catalogue of Life.